# Kasteel van Fayenbois

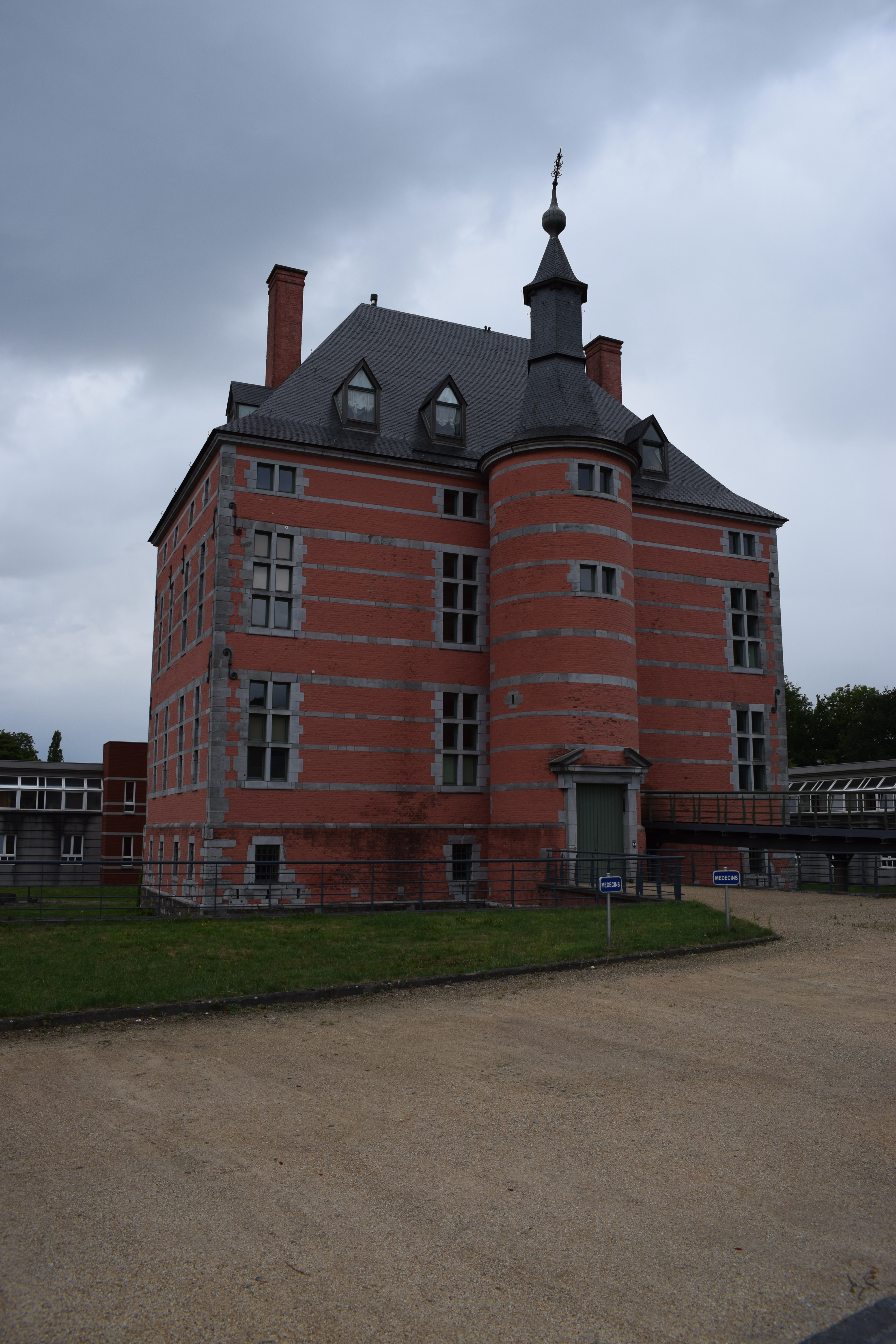
Kasteel van Fayenbois

Het kasteel van Fayenbois (Château de Fayenbois) is een kasteel in de tot Luik behorende deelgemeente Jupille-sur-Meuse, gelegen aan Avenue d'Aix-la-Chapelle 60.

## Geschiedenis
Het kasteel werd gebouwd in opdracht van Guillaume Fayen, in 1625, en bestond uit het eigenlijke kasteel en een kasteelboerderij. Het was gelegen in het domein van Jupille op de plaats van een ouder bouwwerk. Gedurende de jaren ging het over op de families Van der Heyden a Bilsa, Rosen, Thiriart, De la Roussellière en Sépulchre. In 1936 kwam het weer aan de Bisschop van Luik en in 1972 aan de stad Luik, die reeds een groot deel van het omliggende park in bezit had. In 1980 was het kasteel erg vervallen. Vanaf 1993 werd het kasteel gerestaureerd en kwamen er enkele diensten in ten behoeve van een bejaardentehuis, dat in een U-vorm om het kasteel heen werd gebouwd.
Bij de restauratie werd zoveel als mogelijk uitgegaan van de 17e-eeuwse toestand.

## Gebouw
Het betreft een gebouw in roodgeschilderde baksteen, voorzien van horizontale natuurstenen banden. Dit is het voormalige woonhuis van de kasteelheer, op rechthoekige plattegrond van 22,5 bij 13,5 meter. Het is toegankelijk via een brug over wat ooit een omgrachting is geweest. Deze vaste brug werd in 1830 gebouwd en vervangt een ophaalbrug. De plattegrond verwijst naar de donjon die hier eerder heeft gestaan.
De toegangsdeur is in een ronde traptoren met zeskante spits. Het classicistische toegangsportaal is van de 2e helft van de 18e eeuw. De weinige in het gebouw aanwezige overblijfselen van het interieur van de 17e tot en met de 19e eeuw, werden zoveel mogelijk bewaard.
Een nieuwe toevoeging is een U-vormig gebouw, waarin ouderen zijn gehuisvest en dat met een loopbrug verbonden is met het kasteel.

## Kasteelpark
Bij het kasteel behoorde een landgoed. Nadat de familie Sépulchre kasteel en landgoed in 1936 verkocht, werd een deel van het gebied verkaveld, terwijl het park aan de gemeente Jupille kwam, die er een openbaar park van maakte.
Het park werd in 1830 aangelegd door Amédé de la Rousselière, in Engelse landschapsstijl. Het park omvat twee bruggetjes over de Ruisseau du Fond de Holleux en een boog in ruwe kalksteenblokken, bekroond door een ruïne van een neogotisch ogende kapel.